# 맹구 (봉숭아학당)
맹구는 봉숭아 학당의 등장인물이다.
1990년대 KBS 2TV의 《한바탕 웃음으로》의 코너 중 하나였던 봉숭아 학당에서 오서방과 함께 맹구라는 극중 인물이 큰 인기를 모았다. 당시 이창훈이 맹구 역할을 맡았다.
후에 같은 채널 《개그콘서트》에서 봉숭아 학당을 재연하였으며 심현섭이 출연하였고    이후 노우진이 역할을 분담하기도 하였다.
맹구라는 캐릭터의 이미지가 어찌나 강렬했던지 이창훈에게 그 이미지가 10년을 훨씬 웃도는 기간 동안 따라다닐 정도였다. 결국 연극 배우 이창훈은 이 "맹구"라는 이미지 때문에 본업인 연극까지도 지장이 생길 지경이였다.
한편, 《한바탕 웃음으로》봉숭아 학당에서 해당 배역을 맡았던 이창훈은  불미스러운 일로 인해 1992년 6월 8일부터 봉숭아 학당에서 잠정 하차했다가 9월 7일부터 복귀했다.

## 같이 보기
- 영구
- 오서방